# Daddy (Emeli Sandé)
Daddy è un brano musicale della cantante scozzese Emeli Sandé, pubblicato come secondo singolo estratto dall'album Our Version of Events, pubblicato il 27 novembre 2011.

## Tracce
1. Daddy – 3:08
2. Daddy (Fred V & Grafix Remix) – 4:29
3. Daddy (Disclosure Remix) – 4:08
4. Daddy (Third Party Remix) – 6:21
5. Daddy (Cyantific Remix) – 5:40
6. Daddy (Ifan Dafydd Remix) – 4:59

## Classifiche
| Classifica (2011) | Posizione massima |
| ----------------- | ----------------- |
| Belgio (Fiandre)  | 12                |
| Belgio (Vallonia) | 12                |
| Scozia            | 20                |
| Regno Unito       | 21                |